# Trogus thoracicus
Trogus thoracicus là một loài tò vò trong họ Ichneumonidae.